# Alfred Chicken
Alfred Chicken és un videojoc d'acció i aventura originalment creat per Twilight Games. Va ser llançat al Regne Unit el 1993 per l'Amiga, Amiga CD32, Nintendo Entertainment System i la Game Boy. Va ser llançat als EUA el febrer del 1994 per la Game Boy i la Super Nintendo Entertainment System.

## Versió PlayStation
Un nou joc d'Alfred Chicken va ser llançat el 12 d'abril de 2002 per la PlayStation. Va ser desenvolupat per Mobius Entertainment i publicat per Sony Computer Entertainment, però només a Europa.